# Partit Democràtic del Kurdistan-Síria
Partit Democràtic del Kurdistan-Síria (Partîya Demokrat a Kurdistanê - Sûriyê / Hizb al-Dimuqrati al-Kurdistani - Suriyah; PDK-S) és un partit polític clandestí de Síria. Es va fundar el 5 d'agost de 1957, i el 1958 va agafar el nom de Partit Democràtic Kurd de Síria. El 5 d'agost de 1968 es va constituir com a Partit de l'Esquerra Democràtica Kurda; fou refundat el 1975 però va patir diverses escissions i va acabar desapareixent tot i algun intent de reflotar-lo. Fou finalment refundat el 2000 sota la direcció de Taufik Hamdosch. Va formar en 2016 la Aliança Nacional Kurda de Síria amb el Partit de la Unió Democràtica Kurda de Síria, el Partit de l'Esquerra Kurda de Síria i el Moviment Reformista Kurd de Síria, però la coalició es va desfer per la seva rivalitat amb el Partit de la Unió Democràtica (PYD).
El seu emblema és un oval format per un gran nombre de banderes dels Kurdistan. Anteriorment tenia un sol groc amb triangles vermell i verd, que (amb el groc al centre) són els colors usats pels kurds a Síria.